# Albert Brewer
Pour les articles homonymes, voir Brewer.
Albert Preston Brewer, né le 26 octobre 1928 à Bethel Springs (Tennessee) et mort le 2 janvier 2017 à Montgomery (Alabama), est un homme politique américain membre du Parti démocrate.

## Biographie
Élu au Sénat de l'Alabama entre 1954 et 1966, il est lieutenant-gouverneur de l'État de 1967 à 1968 aux côtés de Lurleen Wallace puis gouverneur de 1968 à 1971.